# Trnovac Glinski
Trnovac Glinski je naselje u Republici Hrvatskoj, u sastavu Grada Glina, Sisačko-moslavačka županija.
Geografski položaj
Trnovac Glinski se nalazi u središnjem dijelu Banije (ili Banovine) na sjevernim obroncima Zrinjske gore jugoistočno od Gline na udaljenosti oko 17 km. Cijelom svojom dužinom, pravcem sjever-jug naslanja se na šumu Šamarica. Između sela i šume je potočić Bručina koji se svojim tokom od juga prema sjeveru usjekao između strmih padina prema selu i nešto blažih padina prema šumi. Selo je razmješteno u 4 odvojena zaseoka(Birači,Tintori,Šukunde i Gornji Vučkovići) na brdovitom i neravnom zemljištu nadamorske visine 190-359 m.
Kao posebno naselje pojavljuje se tek pred kraj 19. st.,tj. oko 1900-e godine. Prije toga selo je bilo u sastavu sela Mali Gradac. Nije poznato zašto je ovo naselje dobilo naziv Trnovac, iako u Hrvatskoj i susjednim zemljama postoje mnoga naselja istog naziva.
Stanovništvo i stanovanje
Popisi stanovništva za Trnovac kao samostalno naselje vrše se od 1900.godine. Prije toga popis je vršen zajedno sa selom Mali Gradac gdje je još bilo uključeno i selo Momčilović Kosa.
Prema popisu stanovništva iz 2001. godine, naselje je imalo 46 stanovnika te 22 obiteljskih kućanstava, dok je prema popisu 1948. godine bilo 454 stanovnika i 90 kućanstava.
| broj stanovnika |       |       |       |       | 605   | 653   | 652   | 503   | 454   | 429   | 357   | 309   | 225   | 163   | 46    | 31    | 16    |
|                 | 1857. | 1869. | 1880. | 1890. | 1900. | 1910. | 1921. | 1931. | 1948. | 1953. | 1961. | 1971. | 1981. | 1991. | 2001. | 2011. | 2021. |

Stanovništvo po svim popisima bilo je srpske nacionalnosti.
Nakon Drugog svjetskog rata imamo stalno opadanje broja stanovnika zbog iseljavanja u druga mjesta i krajeve i salbijeg prirasta.U mirnodopsko vrijeme od 1948-1991.godine, Trnovac je u prosjeku svake godine ostajao bez 6,8 svojih stanovnika, tako da je krajem 1989.godine u drugim mjestima bilo više stanovnika rođenih u Trnovcu nego onih nastanjenih u selu.
Smanjenje broja stanovnika u razdoblju 1991-2001.najvećim je dijelom posljedica rata i egzodusa u Srbiju 1995.godine.U dvadesetom stoljeću tri puta je vršen popis stanovništva po zaseocima pa tako 1971.godine imamo:Birači 121,Gornji Vučkovići 112,Tintori 44,Šukunde 32 stanovnika. Podaci za posljednju godinu popisa (2011.) su vrlo nepovoljni, ne samo po ukupnom broju nego i po starosnoj strukturi stanovništva jer je 80% stanovnika starije od 60 godina.
Po popisu 1948.god.u Trnovcu je bilo popisano 90 seoskih kućanstava i svako kućanstvo imalo je vlastitu kuću. Kuće su bile različite veličini zavisno o mogućnostima vlasnika, ali su sve kuće bile istog načina gradnje, tj.ruralne arhitekture tipične za ovo područje. Princip gradnje prenosio se usmenom predajom pa su kuće svojom jednostavnošću odražavale mogućnosti i želje svog vlasnika te se uklapale u prostor. Kuće su građene od hrastove rezane građe  (brvana) većinom debljine 80 mm i imale su dvije ili više prostorija. Za ulaz su se koristila drvena stubišta i tzv.ganjak jer su kuće imale podrum koji je uglavnom rađen od kamena i služio za gospodarske svrhe. Krov je visok i pokriven "biber" crijepom i bez dimnjaka. Nakon mnogih devastacija 90-ih godina 20-og stoljeća, kuće se proglašavaju vrijednim doprinosom ruralnoj arhitekturi i nasljeđem ovog kraja pa se nastoje zaštiti od daljnjeg urušavanja ograničavanjem prodaje, prenošenjem u druge krajeve i sl.
Ekonomija sela
Ekonomija sela bazirala se isključivo na poljoprivrdnoj proizvodnji iako mogućnosti za uspješnu proizvodnju i dobre prinose nije bilo zbog objektivnih razloga kao što su nepovoljna konfiguracija terena i kvaliteta zamljišta; usitnjenosti seoskih posjeda i zamljišnih parcela; neadekvatan način obrade zemlje i uzgoja usjeva. U prošlosti sve su to bili siromašni seoski posjedi koji nisu imali drugog izbora i mogućnosti da prehrane sebe i svoju porodicu,osim obrade zemlje i uzgoja svega što je potrebno za život. Za obradu zemlje osim vlastitog rada korištene su volovske i (rjeđe) konjske zaprege, te uobičajene poljoprivredne naprave i alatke.
U ratarstvu najzastupljeniji su bili kukuruz i pšenica. Prinos pšenice bio je slabiji pa su kukuruzi i proizvodi od kukuruznog brašna bili najvažniji u ishrani. Žitarice su se mljele u mlinovima-vodenicama koji su bili na obližnjem potoku (bilo ih je sedam). Zbog neposredne blizine šume za ispašu, osim vlastitih pašnjaka, korištene su šumske i ostale javne površine. U stočarskoj proizvodnji prevladavaju uzgoj goveda i svinjogojstvo. S proizvodima stočarstva najviše se išlo na tržište da bi se obezbijedio novac za plaćanje poreza i osnovne potrebe kućanstva. U voćarstvu prevladava uzgoj šljiva. Najviše se uzgajala plava šljiva trnovača od koje se pekla dobra rakija.
U posljednjoj trećini 20-og stoljeća dolazi do postepene modernizacije proizvodnje, prvenstveno kroz uvođenje modernijih strojeva za obradu zemlje, primjenu novih tehnologija uzgoja i napuštanja onih parcela koje su bile nepogodne za obradu. 80-ih godina 20.stoljeća selo za svoje prilike doživljava vrhunac razvoja i standarda što se postiže povećanom proizvodnjom i smanjenjem broja stanovnika na nivo razmjeran količni raspoloživog zemljišta. Poslije 80-ih slijedi nazadovanje u svakom pogledu koje još uvijek traje.
Obrazovanje
Sve do Drugog svjetskog rata u Trnovcu nije bilo objekata od zajedničkog interesa za cijelo selo kao što su škola, crkva,trgovina i slično. Djeca su pješačila u susjedna sela da bi pohađala školu. Za vrijeme rata 1943.godine vlasti Narodnooslobodilačkog pokreta osnivaju osnovnu školu. Prve dvije godine nastava se održavala u privatnim kućama bez posebnog namještaja, opreme i nastavnih sredstava. Nastava se odvijala uz mnogo improvizacija i snalaženja. Učitelji su bili volonteri, omladinci koji su imali završeno po nekoliko razreda neke srednje škole. Nakon završetka rata 1945.g. sagrađena je privremena školska zgrada od drvene zgrade iz partizanske bolnice. Za učitelja je imenovan profesionalni učitelj s radnim iskustvom koji je svojim radom i zalaganjem i iskustvom doveo školu u rang s drugim školama koje su imale dugu tradiciju i iskustvo. 60-ih godina 20.stoljeća sagrađena je nova školska zgrada s jednom učionicom i stanom za učitelja. Stanovnici sela dali su veliki doprinos izgradnji škole kroz dobrovoljni rad i ispomoć u prijevozu građevinskog materijala. Škola je imala veliki značaj za razvoj sela jer su djeca nakon završetka osnovne škole nastavljala školovanje u drugim mjestima završavajući razne zanate i srednje škole ,te fakultete.
Zbog smanjenja broja stanovnika u selu, škola je postepeno imala sve manji broj učenika pa je za vrijeme rata početkom 90-ih prestala s radom. Dakle, nakon punih 50 godina ili pola stoljeća Trnovac ponovo ostaje bez svoje jedine obrazovne ustanove. Za vrijeme završnih ratnih operacija 1995.godine, školska zgrada je u potpunosti porušena zajedno sa spomen-pločom žrtvama fašizma iz Drugog svjetskog rata.
Prezimena
Po svim popisima stanovništva do 1991.godine u selu Trnovac Glinski je bilo 10 prezimena i to: Banjanac, Birač, Drekić, Drljača, Paripović, Sanković,Radulović, Šukunda, Tintor i Vučković. Do 2. svjetskog rata u selu su živjele dvije porodice Roma koji su se prezivali Grubić. Neka prezimena su opće poznata i česta ( Vučković, Radulović), a neka rijetka i specifična za ove krajeve ( Birač i Šukunda). Tradicionalno najbrojniji su bili Birači i Vučkovići. Prema podacima iz popisa 1948. godine kada su tek započele migracije stanovništva iz sela, prezimena Birač sa 138 i Šukunda s 48 stanovnika bila su najbrojnija u SR Hrvatskoj, dok je prezime Vučković sa 111 stanovnika zauzimalo treće mjesto. Krajem 20-og i početkom 21-og stoljeća dolazi do velikih promjena pa i do samanjenja broja prezimena.
Osim zvaničnih prezimena mnoge porodice imale su i nadimak (špicnamet) po kome su neki bili poznatiji nego po zvaničnim prezimenima. Karakteristika tih nadimaka je da su u većini slučajeva bili identični s prezimenima u nekim drugim krajevima i mjestima. Najviše nadimaka bilo je kod prezimena Birač i Vučković.
Povijest sela
Doseljavanje ovog stanovništva u Trnovac započelo je poslije ratova s Turcima u XVI. i XVII. stoljeću i uspostave Vojne krajine. Prva doseljavanja spominju se u dokumentima 1689.godine kada je osnovana i Glinska kapetanija. Doseljavanje se se nastaviti do kraja XVII. i u XVIII.stoljeću. Ne zna se kad je došlo do masovnijeg doseljavanja u Trnovac, ali je najvjerojatnije da je doseljavanje bilo postepeno što bi se moglo zaključiti i po većem broju prezimena.
Nakon doseljavanja povijest ovog sela kao i ovih krajeva sastavni je dio povijesti Vojne krajine sve do njene demilitarizacije 1873.godine i ukidanja 1881.godine. 
U razdoblju demilitarizacije narodu je podijeljena zemlja koju su do tada obrađivali. U Trnovcu zemlju su dobila 42 kućanstva, a u prosjeku svako kućanstvo je dobilo 16,6 jutara zemlje. Kućanstva su tada bila vrlo brojna, u prosjeku s više od 15 članova.
Prestankom Vojne krajine prestale su i sitne povlastice koje su do tada imali ( ispaša stoke,ogrjev i sl.), pa narod mora živjeti isključivo od zemlje i uz to još plaćati porez.
Krajem XIX. i početkom XX. stoljeća zbog pada cijena poljoprivrednih proizvoda i sve većih poreza selo siromaši, a narod sve teže živi, pa ljudi masovno odlaze u ekonomsku emigraciju u očekivanju neke zarade i poboljšanja svog ekonomskog položaja. Iz Trnovca je 90 ljudi bilo u emigraciji.Mnoga očekivanja o boljem životu i zaradi se nisu ostvarila, a osim toga 39 ljudi ili 43% nikad se nije vratilo u svoje selo.
Za vrijeme austrougarske mobilizacije za Prvi svjetski rat,mnogo ljudi je bilo u emigraciji pa je mobilizirano njih 39. Neki su uspjeli na razne načine da se proglase nesposobnima, tako da je na front upućeno 25 mobiliziranih.Upućeni su na sve tada postojeće frontove, a najviše na srpski front. U ovom ratu poginulo je 12, ranjeno 5 Trnovčana,a neki su bili zarobljeni. U kasnijoj fazi rata 14 dobrovoljaca se priključilo srpskoj vojsci na Solunskom frontu.Za vrijeme rata život u selu je bio tegoban, tako da je u selu zbog siromaštva, slabe ishranjenosti, bolesti i drugih problema umrlo daleko više ljudi nego što je poginulo na ratištima.Samo 1918.godine umrla su 52 stanovnika sela, kad je uz sve nevolje vladala i španjolska gripa.
Razdoblje između dva rata (1918. – 1941.)nije donijelo nikakva napretka u životu stanovništva ovog sela. Živjelo se isključivo od poljoprivrede. Nekvalitetna zemlja, usitnjeni posjedi,i primitivan način obrade zemlje nisu davali dovoljno prinosa za kvalitetan život,tako da je većina domaćinstava živjela u siromaštvu. Mogućnosti za zapošljavanje izvan sela bile su minimalne, samo pojedinci su se uspjeli zaposliti kao lugari,policajci i slično. Desetak mladića je uspjelo završiti razne zanate, ali ni oni se nisu uspjeli zaposliti,nego su ostali na selu.
Drugi svjetski rat započeo je u Trnovcu iznenada i tragično u srpnju 1941. kad su ustaše pod izgovorom saslušanja odveli veliki broj muškaraca (njih 34) i pogubili ih u glinskoj crkvi i drugim stratištima NDH. Ovo je bio samo početak stradanja mještana Trnovca i njihovog učešća u antifašističkoj borbi. Za vrijeme ovog rata Trnovac je izgubio preko 20% svog stanovništva (ili 132 žrtve). Od ukupnog broja stradalih 72% su bile civilne žrtve. Uz sva stradanja, Trnovac je dao velik doprinos antifašističkoj borbi kroz učešće i partizanskim jedinicama i drugim oblicima pomoći. U NOB-i sudjelovalo je 105 boraca iz Trnovca, a od toga njih 37 je izgubilo život.
Nedaleko od Trnovca u šumi Šamarica bila je smještena partizanska bolnica,a pred kraj rata u kolovozu 1944.g. tu je održan i veliki slet omladine Hrvatske kome se tada, a i mnogo godina kasnije, pridavao veliki politički značaj.
Povijest sela poslije Drugog svjetskog rata do početka 90-ih godina može se poistovijetiti s drugim brdsko-planinskim selima u Hrvatskoj čija je osnovna značajka masovno iseljavanje u razvijenija mjesta (gradove) i postepeno uvođenje agrotehničkih mjera kod obrade zemlje, no postoje neke specifičnosti i događaji koji spadaju samo u povijest Trnovca koje ćemo spomenuti.
Odmah poslije rata 40-ih i 50-ih godina teško se živi jer osim stradanja i osiromašenja u ratu, država uvodi i nove namete i davanja koje ljude dovode do očaja i još većeg siromaštva, a neke do teškog preživljavanja i gladi. 1947-e godine gradi se uskotračna pruga koja prolazi kroz južni dio sela i ljudima pravi veliku štetu na usjevima,voćnjacima i vrtovima za koju nikad nisu dobili odštetu. Prugu su gradile omladinske brigade. Pruga je građena za odvoz drvnih sortimenata iz obližnje šume koja se sjekla u to vrijeme i dosta godina poslije.Postojala je mogućnost zaposlenja seljana na sječi šume i drugim poslovima što je mnogima omogućilo lakše preživljavanje i obnovu svog gospodarstva.
Šezdesete godine bile su uspješne za selo jer se uz maksimalno učešće mještana kroz dobrovoljni rad i novčane priloge selo elektrificira. U to vrijeme sagrađena je i nova školska zgrada.
70-ih godina, osim što se postepeno modernizira poljoprivredna proizvodnja, neki zaseoci samostalno grade vodovode koristeći prirodne izvore. 
80-ih godina lokalne vlasti stimuliraju izgradnju seoskih puteva tako da mještani izgrade donji sloj puta, a komunalna poduzeća izvrše asfaltiranje i dovršetak puta. Na taj način je zaselak Birači izgradio asfaltni put. Ostala tri zaseoka su se organizirala 1990. godine i uz mnogo rada i vlastitih sredstava sagradili donji dio puta(makadam) u dužini većoj od 4 km. Do asfaltiranja nikad nije došlo jer su u međuvremenu bili izbori pa nova vlast nije imala ni volje ni razumijevanja za potrebe sela.
U razdoblju od 1991-1995.g. Trnovac je u sastavu Republike Srpske Krajine. Za vrijeme vojno-redarstvene akcije "Oluja" u Srbiju je izbjeglo 115 ili 75% stanovnika sela. Nakon uspostave mira povratak izbjeglih odvijao se veoma sporo, tako da se vratilo samo 34 mještana sela pa je time i povratak završen.
U drugom desetljeću 21-og stoljeća Trnovac s tako malo stanovnika starije životne dobi je selo na izumiranju. Tu je prestao da buja život i da se rađaju djeca. Prostorm sve više ovladavaju šikare i grmlje umjesto oranica, livada i pašnjaka. No, Trnovac nisu samo njegovi stanovnici, nego i oni Trnovčani koji danas žive u mnogim mjestima Hrvatske i Srbije, te u drugim državama Evrope i Sjeverne Amerike. Sve njih za Trnovac još uvijek vežu napušteni posjedi ili zemljište koje su imali ili naslijedili,a neke samo ljubav i nostalgija za mjestom gdje su proveli djetinjstvo i gdje su živjeli njihovi preci. Veliko smanjenje broja stanovnika i prestanak svakog razvoja nije samo prisutno u Trnovcu, nego i u mnogim drugim selima Banije i šire. Svako od tih sela ima svojih određenih specifičnosti i neiskorištenih potencijala. Za sada nema nikakvog izgleda da dođe do nekog preokreta i da ova sela i zaseoci dožive bilo kakvo poboljšanje.
Napomena

U knjizi Trnovac Glinski i Banijska ognjišta, autora Ljubomira Vučkovića (Beograd 1996. godine) obrađena je povijest sela do kraja 2. svjetskog rata, kao i raspored i razvoj pojedinih domaćinstava s porodičnim stablima, ekonomski razvoj, običaji i drugo. U knjizi su popisi učesnika i žrtava 1. i 2. svjetskog rata.

Izvori informacija
1. Ljubomir Vučković: Trnovac Glinski i banijska ognjišta

2. Sofija Popović: Hrvatski "lungo mountain" (Nacional br.826 od 13.09.2011.)

3. Leksik prezimena SR Hrvatske,Zagreb 1978.